# Saint-Alban-Auriolles
Saint-Alban-Auriolles é uma comuna francesa na região administrativa de Auvérnia-Ródano-Alpes, no departamento de Ardèche. Estende-se por uma área de 17,57 km². Em 2010 a comuna tinha 1 104 habitantes (densidade: 62,8 hab./km²).